# Dødningehoved (aftensværmer)
 For alternative betydninger, se Dødningehoved. (Se også artikler, som begynder med Dødningehoved)
Dødningehoved (Acherontia atropos) er en sommerfugl i aftensværmerfamilien og findes i store dele af Afrika, Mellemøsten og Middelhavsområdet. I Mellem- og Østeuropa forekommer den som tilflyver i sommerhalvåret. Med et vingefang på omkring 11,5 cm er det den størst forekommende sommerfugl i Danmark, hvor den er en sjælden og tilfældig tilflyver. Dødningehoved har fået sit navn efter sin tegning på brystet, der kan minde om et dødningehoved. Som andre sommerfugle indeholder dens livscyklus stadierne æg, larve, puppe og fuldt udvokset insekt.
Grundet den kranielignende aftegning på rygsiden har den ofte haft et dårligt ry, der bliver forbundet med det overnaturlige som budbringer for død og ulykke. Den har været brugt i adskillige film og bøger, heriblandt filmplakaten for den Oscarvindende film Ondskabens øjne fra 1991.

## Udseende
Acherontia atropos er en stor aftensværmer med et vingefang på 90–130 mm, og er den største natsværmer i flere af de områder, hvor den lever. Det voksne insekt har strømlinede vinger og krop som det er typisk for aftensværmerfamilien Sphingidae. Forvingerne er brune med let gullige bølgelinjer, mens bagvingerne er gule med brune bølgelinjer. Om dagen hviler den sig i træer eller mellem blade, mens den holder vingerne som et telt over kroppen.
Dødningehoved har adskillige usædvanlige karakteristika. Den har en evne til at udsende høje pibelyde, hvis den bliver irriteret. Lyden bliver dannet ved at udsende luft gennem dens snabel, og dette bliver ofte ledsaget af at vise dens farverige bagkrop i et yderligere forsøg på at afskrække fjender. Den observeres ofte i færd med at plyndre bikuber for honning om natten. I modsætning til de andre arter af Acherontia, angriber den kun kolonier af den velkendte honningbi, Apis mellifera. Den bliver angrebet af vagtbier ved indgangen, men dens lag af hår og modstandsdygtighed overfor gift gør det muligt for den at komme ind i bikuben. Herefter er den i stand til at bevæge sig omkring i bistadet uantastet, fordi den efterligner biernes duft.
Den britiske entomologiske tidsskrift Atropos har taget navn efter denne art.

## Etymologi
Artsnavnet atropos har relation til død, da det stammer fra det oldgræske τρόπος, der kommer af trepein at dø. Atropos var en af de tre skæbnegudinger Moirer. Yderligere er slægtsnavnet Acherontia afledt af Acheron, en flod i Grækenland, som i græsk mytologi er kendt som smertens flod, og var en af fem floder i den græske underverden.

## Udbredelse
Acherontia atropos forekommer i Mellemøsten, Middelhavsområdet og store dele af Afrika helt ned til den sydligste del, og findes også så langt nordpå som det sydlige Storbritannien som følge af de milde vintre i nyere tid. Østpå forekommer den til Indien og den vestlige del af Saudi-Arabien, og vestpå til de Kanariske Øer og Azorerne. Den invaderer ofte den vestlige del af Eurasien, men det lykkes kun få individer at overvintre.

### Habitat
Dyrene trives i åbne landskaber med busklignende vegetation, hvor der vokser natskyggeplanter, især områder, hvor kartofler dyrkes landbrugsmæssigt. Dyrene foretrækker tørre, solrige områder. I hvert fald i Centraleuropa er arten overvejende blevet til en kulturfølger og lever næsten udelukkende i nærheden af kartoffelmarker.
Selvom sommerfuglen normalt opholder sig i de lavtliggende egne, så er den i Tyskland i Baden-Württemberg fundet på højsletterne ved Schwarzwald i op til 900 moh. I forbindelse med træk er konstateret fund i Alperne, for eksempel i Graubünden i 3000 moh. og i Silvretta på 2000 moh., i begge tilfælde på gletsjere, og i Timmels Joch mellem Østrig og Italien med fund næsten 2500 moh. Larver og pupper findes på grund af det større varmebehov dog kun meget lavere. I Baden-Württemberg er fundet larver og pupper i de nedre bjergregioner på op til 700 meter over havets overflade.

## Livscyklus
Der forekommer adskillige generationer af Acherontia atropos om året, med kontinuerlig ynglen i Afrika. I de nordlige dele af udbredelsesområdet overvintrer den i puppestadiet. Æg bliver udelukkende lagt på gamle blade af Solanaceae; særligt på kartoffelplanter, men også på Physalis (blærebæger) og andre i natskyggefamilien. Der er dog også blevet rapporteret æg på medlemmer af jernurt-familien som ildkronen og planter fra hamp-, oliven-, sesamfamilien og flere andre. Larverne er tykke med et horn bagerst som det er typisk for larver i aftensværmerfamilien. De fleste aftensværmerlarver har dog glatte horn, nogle gange bøjet enten op- eller nedad. Acherontia-arterne og flere beslægtede arter har i modsætning til dette horn med runde fremspring omkring den tykke del. Hornet selv bøjer nedad ved roden og krøller opad mod spidsen.

### Larvestadiet
Efter klækningen er laverne omkring seks millimeter lange og den lysegule krop er dækket af matte og fine, tætliggende, bleggule knuder og linjer. Lavens krop er sparsomt behåret. Hovedet har samme farve som kroppen og er 0,9-1 mm bredt. Efter laverne begynder at indtage føde, ændres farven hurtig til grøn med diagonale gule striber på siderne. Ved slutningen af første stadium har laven en gennemsnitlig kropslængde på 12 mm.
I det andet larvestadium er larven 12 til 17 mm lang, med en gullig-grøn til grøn kropsfarve. Larvens hovedkapsel er 1,5 til 1,6 mm bred med fine, lyse, tornformede knuder. I dette stadie har larven torn-lignende horn på ryggen. I denne fase udvikles gradvist den laterale skrå stribe på kroppen. Det sorte horn bag på kroppen er 4 til 5 mm langt. Hornets spids kan være tvedelt. Efter det andet hudskifte har larven en kropslængde på 18 til 30 mm og er lysegrøn til gullig. Den har stadig lyse knuder og vorter, der tiltagende ses på brystet. På dens bagkrop er dannet hvide og gule diagonale striber på oversiden, der mødes på begge sider i et "V". Mellem denne tegning findes mørkegrønne til blålige diagonale striber. Halehornet er tykkere end i det foregående larvestadie. Det er farvet mørkt ved roden og er mod spidsen lyst gul-grønlig. Den øverste halvdel er især på rygsiden forsynet med mørke pigge. Hovedets kapsel er 2,7-2,8 mm bredt.
I tredje stadie udvikler larven lilla eller blå kanter på de gule striber, og halehornet går fra sort til gul.
I fjerde fase er laverne 40 til 45 mm, maksimum 50 mm i længden, og vejer omkring fire gram. De har en gul eller grøn farve. Hovedets kapsel er 4,2-4,5 mm bred, i spidsen dannes sorte striber på tværs. De diagonale striber på bagkroppen er gule og blå til violet blå. På rygsiden af det første segment af bagkroppen dannes mørkviolette prikker. Brystet er dækket med sorte børster. Halehornet er 6 til 7 mm langt og farvet gult. Hornet er buet ved spidsen og er nu S-formet. Det bærer prangende gule nåle.
I det femte og sidste stadie er larverne 50 til 70 mm lange. De vejer i denne fase 18 til 22 g. Hovedkapslen er 7 til 8 mm bred, hovedet har på siden sorte striber. Larvens munddele er også sorte. Kroppens overflade er i modsætning til tidligere faser glat, det vil sige tornene er forsvundet, og larven får en af tre farver: grøn, brun eller gul, men mørkebrune larver forekommer dog meget sjældent. "V"-tegningen er på rygsiden blå til lilla, mens bugsiden er lysende gul. På rygsiden af bagkroppen er der talrige sorte prikker. Halehornet er 5 til 7 mm langt og gult. Hornet er tydeligt S-buet. Larven bevæger sig i dette sidste stadie ikke meget, men vil stadig udsende klikkende lyde med dens kæber eller endda bide, hvis de føler sig truet. Biddet er dog uskadeligt for mennesker, da det ikke trænger gennem huden. Larven vokser til omkring 120-130 mm, og forpupper sig i en underjordisk kammer. Puppen er glat og blank med snablen forbundet til kroppen, som hos de fleste sommerfugle.

### Puppe
Puppen er for hannerne 50-65 mm lange, og for hunnerne 65-70 mm, maksimalt 80 mm. Den unge puppe er gul til flødefarvet og kan være farvet let grønlig på bagsiden. Efter omkring 12 timer er puppen skinnende og mahogni-farvet. Hannens puppe vejer 7 til 10 g og hunnens puppe 7 til 12 g. I det sidste stadium findes på en lille del af puppens overflade få mikroskopiske fordybninger med børstehår i midten.

## Folklore
På trods af at Acherontia atropos er fuldstændigt harmløs på nær en mindre gene for afgrøder og bistader, har den kranie-lignende aftegning på brystet gjort, at natsværmeren har fået et dårligt ry, som bliver associeret med det overnaturlige og onde. Der er adskillige eksempler på overtro, der involverer Acherontia atropos, så som at den bringer ulykke i huset, hvor den flyver, og at den varsler død eller stor ulykke. I Sydafrika har uvidende mennesker påstået, at dødningehovedets stik var giftigt, ofte fatalt, hvilket muligvis hentydede til snablen eller undertiden hornet bagerst på laven.
Acherontia atropos har flere gange været brugt i kunst (navnlig i The Hireling Shepherd), Bram Stokers "Dracula" og i film som bl.a. Un Chien Andalou og på filmplakaten til Ondskabens øjne. I sidstnævnte film bruges natsværmeren som seriemorderen Buffalo Bills kendemærke, selvom manuskriptet bruger Acherontia styx, og natsværmeren i filmen er Acherontia atropos. I The Mothman Prophecies refereres der også til dødningehovedet. Den optræder også i musikvideoen til Massive Attacks single "Butterfly Caught."
Acherontia atropos bliver nævnt i Susan Hills gotiske gyserroman I'm the King of the Castle, hvor den bruges til at skabe frygt i en af de unge protagonister
John Keats nævner dødningehovedet som et symbol på død i Ode to Melancholy, "Make not your rosary of yew-berries, / Nor let the beetle, nor the death-moth be / Your mournful Psyche".
I José Saramagos roman Death With Interruptions, er Acherontia atropos afbildet på coveret af den amerikanske udgave, og er et emne som to karakterer funderer over.

### Engelsk
- Skaife, Sydney Harold (1979). African insect life, second edition revised by John Ledger and Anthony Bannister. Cape Town: C. Struik. ISBN 0-86977-087-X.
- Pittaway, AR. 1993. The hawkmoths of the western Palaearctic. Harley Books, London.
- Alan Weaving; Mike Picker; Griffiths, Charles Llewellyn (2003). Field Guide to Insects of South Africa. New Holland Publishers, Ltd. ISBN 1-86872-713-0.{{cite book}}:  CS1-vedligeholdelse: Flere navne: authors list (link)

### Tysk
- Arno Bergmann: Die Großschmetterlinge Mitteldeutschlands. Band 3 Spinner und Schwärmer. Urania-Verlag, Jena 1953.
- Günter Ebert: Die Schmetterlinge Baden-Württembergs. Band 4, Nachtfalter II (Bombycidae, Endromidae, Lemoniidae, Saturniidae, Sphingidae, Drepanidae, Notodontidae, Dilobidae, Lymantriidae, Ctenuchidae, Nolidae). Ulmer Verlag, Stuttgart 1994, ISBN 3-8001-3474-8.
- J. J. de Freina, Th. Witt: Die Bombyces und Sphinges der Westpalaearktis. Band 1. Noctuoidea, Sphingoidea, Geometroidea, Bombycoidea. EFW Edition Forschung & Wissenschaft Verlag, München 1987, ISBN 3-926285-00-1.
- Ian J. Kitching, Jean-Marie Cadiou: Hawkmoths of the World. An Annotated and Illustrated Revisionary Checklist (Lepidoptera: Sphingidae). Cornell University Press, New York 2000, ISBN 0-8014-3734-2.
- Manfred Koch: Wir bestimmen. Schmetterlinge. Band 2. Bären, Spinner, Schwärmer und Bohrer Deutschlands. 2. Auflage. Neumann Verlag, Radebeul 1964.
- A. R. Pittaway: The Hawkmoths of the western Palaearctic. Harley Books, 1993, ISBN 0-946589-21-6.
- Rolf Reinhardt, Kurt Harz: Wandernde Schwärmerarten. Totenkopf-, Winden-, Oleander- und Linienschwärmer. Die Neue Brehm-Bücherei Bd. 596, Westarp & Spektrum, Magdeburg/Heidelberg/Berlin/Oxford 1996, ISBN 3-89432-859-2.
- Hans-Josef Weidemann, Jochen Köhler: Nachtfalter, Spinner und Schwärmer. Naturbuch-Verlag, Augsburg 1996, ISBN 3-89440-128-1